# Order Orła Azteckiego
Meksykański Order Orła Azteckiego (hiszp. Orden Mexicana del Águila Azteca) – meksykańskie odznaczenie państwowe ustanowione w 1933, nadawane cudzoziemcom za zasługi dla Meksyku lub ludzkości.

## Historia i zasady nadawania
Pierwowzorem odznaczenia był Order Orła Meksykańskiego (La Orden del Águila Mexicana) ustanowiony 1 stycznia 1865 przez cesarza Meksyku Maksymiliana I.
Order Orła Azteckiego został utworzony przez prezydenta Abelarda L. Rodrígueza na mocy dekretu z 29 grudnia 1933 w celu „nagradzania zasług oddanych przez cudzoziemców Meksykowi lub ludzkości”. Odznaczonymi mogą być zarówno osoby cywilne, jak wojskowi. Odznaczenie przyznaje Ministerstwo Spraw Zagranicznych Meksyku poprzez radę pod przewodnictwem ministra spraw zagranicznych, w skład której wchodzą szefowie departamentów stosownych do regionu pochodzenia osoby nagradzanej.

## Stopnie orderu
Od 2011 odznaczenie dzieli się na sześć klas:
- Łańcuch (Collar) – przyznawany głowom państw,
- Wstęga Kategorii Specjalnej (Banda en Categoría Especial)[3] – przyznawana szefom rządów, następcom tronu, ambasadorom oraz osobom o ekwiwalentnych godnościach,
- Wstęga (Banda) – przyznawana ministrom, sekretarzom stanu, członkom rodzin królewskich, małżonkom głów państw oraz osobom o równorzędnych godnościach,
- Gwiazda (Placa) – przyznawana wiceministrom, wicesekretarzom stanu, ministrom pełnomocnym, konsulom generalnym, generałom brygady, kontradmirałom, wiceadmirałom i osobom piastującym równorzędne stanowiska,
- Komandor (Venera)[4] – odznaczenie przyznawane urzędnikom ambasad ds. specjalnych, członkom misji dyplomatycznych, pułkownikom, kapitanom statków wojennych oraz innym osobom zaliczanym do tej kategorii,
- Oficer (Insignia) – odznaczenie przyznawane urzędnikom dyplomatycznym niższego szczebla, kapitanom marynarki wojennej oraz osobom podobnej rangi[5].

## Insygnia
Odznaka orderu ma kształt koła, z którego wystają górne fragmenty pięciu ornamentów przypominających rysunkiem wielką literę „A” i zarazem promienie gwiazdy. Pomiędzy nimi znajduje się pięć trapezoidalnych ramion z azteckimi zdobieniami. Tego samego rodzaju wzory otaczają umieszczony centralnie, emaliowany na turkusowo medalion, na który nałożony jest złoty orzeł Azteków, trzymający w dziobie węża. Odznaka jest wykonana z pozłacanego metalu.
Wielka wstęga oraz wstążki orderu są koloru złotożółtego. Wstążka stopnia oficerskiego odznaczenia jest uzupełniona rozetką.
Symbolika
Legenda meksykańska głosi, że podczas poszukiwań miejsca na założenie nowego miasta jeden z azteckich kapłanów ujrzał orła siedzącego na kaktusie i pożerającego trzymanego w szponach węża. Poczytano to za znak do wzniesienia w tym miejscu świątyni, a następnie miasta, które otrzymało nahuatlańską nazwę: Tenochtitlán („Miejsce Owocu Kaktusa” lub „Kaktusowa Skała”) i stało się stolicą państwa Azteków. W 1521 – ok. dwieście lat po lokacji – hiszpańscy konkwiskadorzy zburzyli Tenochtitlán, by na jego ruinach zbudować nowe miasto – Meksyk.